# 舒門峰

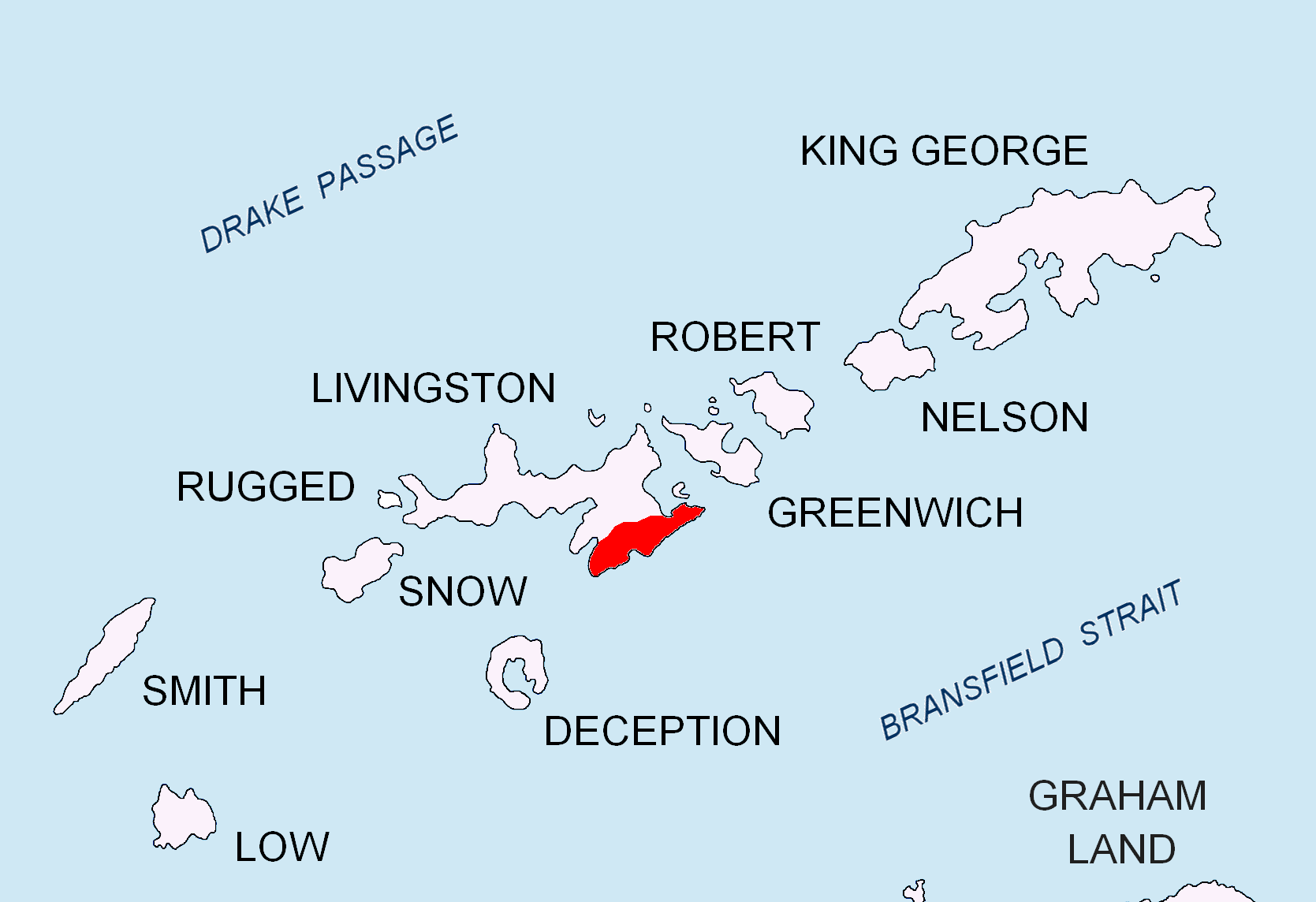

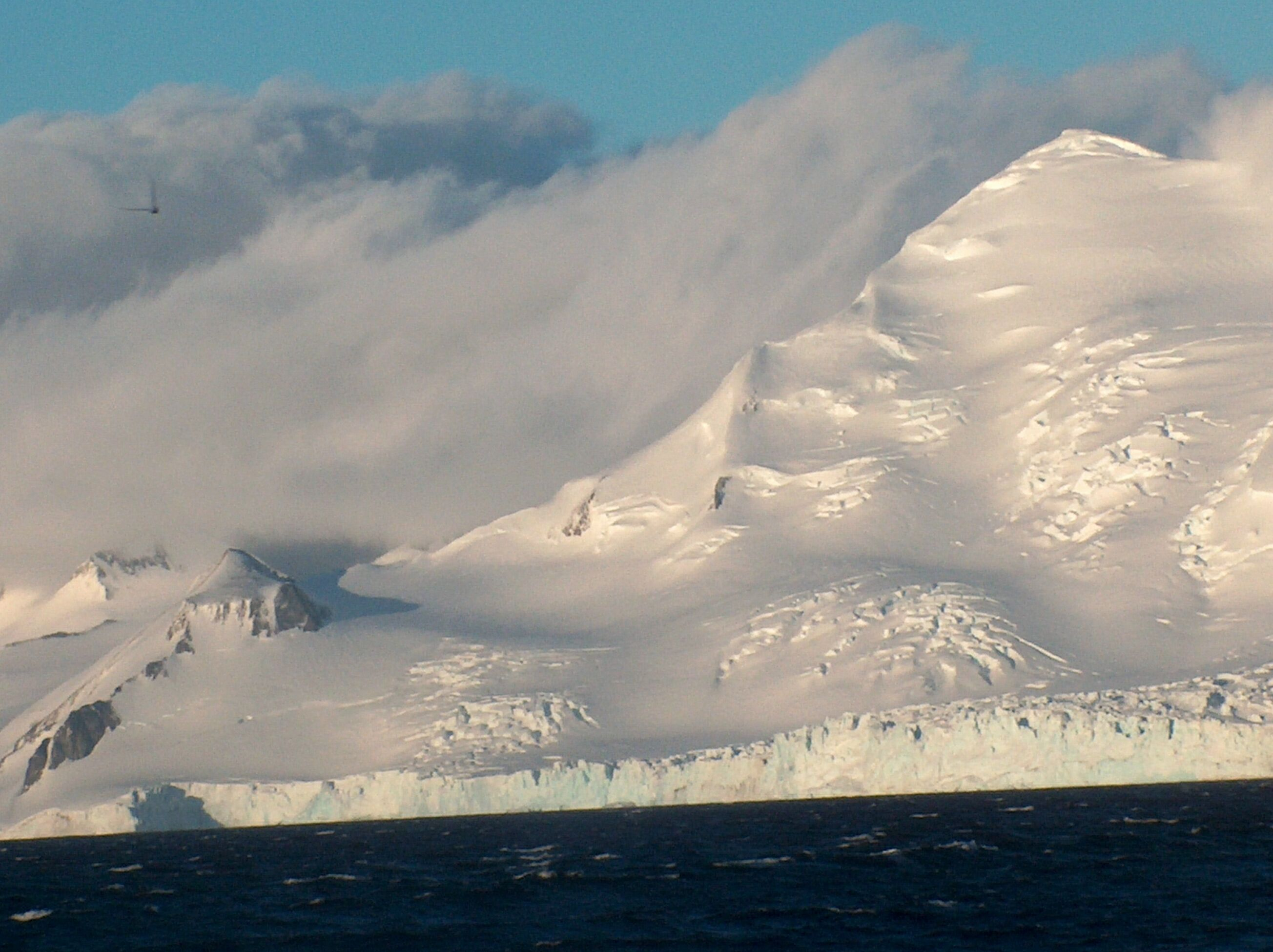

舒門峰是南極洲的山峰，位於南設得蘭群島的利文斯頓島，屬於弗里斯蘭嶺的一部分，海拔高度770米，處於聖梅多迪烏斯峰以南1.53公里、切佩拉雷峰以南0.85公里、尼多峰以西4.42公里、特爾韋爾峰東南面1.65公里和揚博爾峰西北面1.44公里。
62°43′45.9″S 60°15′05″W / 62.729417°S 60.25139°W

## 外部連結
- SCAR Composite Gazetteer of Antarctica（页面存档备份，存于）.